# پنج‌گانه مدرن در المپیک تابستانی ۲۰۱۲
مسابقات پن گانه مدرن در بازی‌های المپیک تابستانی ۲۰۱۲ از ۱۱ اوت تا ۱۲ اوت در لندن برگزار شد.

## خلاصه مدال‌ها

### جدول مدال‌ها
| ۱     | جمهوری چک (CZE)      | ۱ | ۰ | ۰ | ۱ |
| ۱     | لیتوانی (LTU)        | ۱ | ۰ | ۰ | ۱ |
| ۳     | چین (CHN)            | ۰ | ۱ | ۰ | ۱ |
| ۳     | بریتانیای کبیر (GBR) | ۰ | ۱ | ۰ | ۱ |
| ۵     | برزیل (BRA)          | ۰ | ۰ | ۱ | ۱ |
| ۵     | مجارستان (HUN)       | ۰ | ۰ | ۱ | ۱ |
| مجموع | مجموع                | ۲ | ۲ | ۲ | ۶ |

### رویدادها
| رویداد | طلا                          | نقره                          | برنز                   |
| مردان  | دیوید اسووبودا · جمهوری چک   | کائو ژونگرونگ · چین           | آدام ماروشی · مجارستان |
| زنان   | لاورا آسادویسکایته · لیتوانی | سامانتا موری · بریتانیای کبیر | یان مارکز · برزیل      |